# New Market (Alabama)
New Market es un lugar designado por el censo ubicado en el condado de Madison en el estado estadounidense de Alabama. En el año 2000 tenía una población de 1864 habitantes y una densidad poblacional de 41,9 personas por km².

## Demografía
En el 2000 la renta per cápita promedia del hogar era de $42,985, y el ingreso promedio para una familia era de $46,696. El ingreso per cápita para la localidad era de $18,799. Los hombres tenían un ingreso per cápita de $36,204 contra $18,188 para las mujeres.

## Geografía
New Market se encuentra ubicado en las coordenadas 34°54′23″N 86°25′34″O / 34.90639, -86.42611. Según la Oficina del Censo, la localidad tiene un área total de 44,5 km² (17,2 mi²), de la cual 44,5 km² (17,2 mi²) es tierra y 0 km² (0 mi²) (0.0%) es agua.